# Badra Gunba
Badra Gunba (abch. Бадра Зураб-иԥа Гәынба, ros. Бадра Зурабович Гунба; ur. 14 sierpnia 1982) – polityk nieuznawanego państwa Abchazja. Pełnił funkcję ministra kultury i zachowania historycznego i kulturalnego dziedzictwa Abchazji (2011-2014). Zatwierdzony jako wiceprezydent po wyborze Asłana Bżaniji na prezydenta w 2020. Po protestach społecznych i ustąpieniu prezydenta Bżaniji w dniu 19 listopada 2024 przejął obowiązki głowy państwa. 
1 marca 2025 wybrany na stanowisko prezydenta- uzyskał 54,7 procent głosów. Zaprzysiężony 2 kwietnia 2025.